# Brancaleone, Reggio Calabria
Brancaleone là một đô thị ở tỉnh Reggio Calabria trong vùng Calabria, Ý, có cự ly khoảng 110 km về phía tây nam của Catanzaro và khoảng 65 km về phía đông nam của Reggio Calabria. Tại thời điểm ngày 31 tháng 12 năm 2004, đô thị này có dân số 3.923 người và diện tích là 35,9 km².
Brancaleone giáp các đô thị: Bruzzano Zeffirio, Palizzi, Staiti.